# Косово је Србија
Косово је Србија је назив кампање коју је организовало Министарство за Косово и Метохију Републике Србије, као и митинга који се одржао у знаку протеста против једностраног проглашења независности Републике Косово за које су агитовали косовско-метохијски Албанци. Кампања је почела новембра 2007, а друга фаза кампање је почела 24. марта 2008.
Митинг је одржан 21. фебруара 2008. године у 17. сати у Београду. Овом скупу су присуствовале стотине хиљада грађана, што га чини једним од најбројнијих протеста који су икада одржани не само у Београду, већ и у целој Европи. Народни посланици Скупштине Косова албанске народности су без присуства представника Срба и других народа, 17. фебруара једнострано донели Декларацију о независности Косова.
Митинг је почео као миран протест на коме је говорило више политичара и других јавних личности, да би се на путу ка Храму Светог Саве од главне масе одвојио део од неколико стотина изгредника и отпочео нереде у којима је једна особа погинула, више особа је било повређено, а материјална штета која је том приликом нанета граду Београду износила је око 8 милиона динара.

## Кампања Министарства за Косово и Метохију
Министарство за Косово и Метохију покренуло је медијску кампању „Косово је Србија“ чији један део представљају билборди на којима су цитати великих западних државника и политичара. У кампањи се цитирају изјаве Абрахама Линколна, Џорџа Вашингтона, Винстона Черчила, Шарла де Гола, Џона Ф. Кенедија и Вилија Бранта. Активни центар организовао је такође кампању у којој су учествовали глумци, певачи, спортисти, писци, режисери и остале личности из јавног живота.
Други део кампање је објављен 24. марта 2008. године и обухватио је велике рекламне паное са порукама „Нисмо сами“ и „И Европа зна“ на којима се приказују заставе и поруке на језицима земаља које нису признале независност Косова.
- Цитат Вилија Бранта у првој фази кампање.
- Цитат Абрахама Линколна.
- Билбоард у Београду. Друга фаза кампање „Косово је Србија“
- Билборд са поруком „Погледајте семафор/160:32

## Протест 21. фебруара 2008. испред скупштине
Протест је одржан у Београду 21. фебруара 2008. код Народне скупштине, као протест против једностраног проглашења независности Косова. 
Митинг је почео око 17 часова интонирањем химне Србије Боже правде чиме је отпочео програм код дома Народне скупштине. После тога, окупљени су се упутили ка храму Светог Саве на молебан за Србе са Косова и Метохије.
На митингу су говорили Војислав Коштуница, Томислав Николић, Марко Милутиновић, представник студената Универзитета у Београду, Сандра Тодоровић, представник студената Универзитета у Крагујевцу, представник студената Универзитета у Приштини, Милорад Додик, председник владе Републике Српске, Андрија Мандић, председник Српске народне странке Црне Горе, Предраг Поповић, председник Народне странке Црне Горе, Дејан Бодирога, Новак Ђоковић, проф. Бранко Ковачевић, ректор Универзитета у Београду, проф. Здравко Витошевић, ректор Универзитета у Приштини, Емир Кустурица, Ненад Јездић, Ивана Жигон и Наташа Тапушковић.
Рецитовани су и стихови Косово поље, Матије Бећковића, Грачаница, Десанке Максимовић и Онамо, 'намо, краља Николе I Петровић, а хор је отпевао химну Боже правде, Ој Косово, Косово и Востани Сербије.
Сви говорници једногласно су осудили проглашење независности Космета и обећали да ће све учинити да се та одлука поништи. Председник Србије, Борис Тадић, тог дана боравио је у посети Румунији, иако је првобитно било најављено да ће говорити на митингу.
После тога, колона грађана предвођена државним званичницима је кренула према Храму Светог Саве, булеваром Краља Александра, кроз Београдску улицу, Трг Димитрија Туцовића и Булевар Ослобођења. Пред храмом је у 19 часова одржан молебан за Косово и Метохију, који је служио митрополит црногорско-приморски Амфилохије.
- Демонстранти са заставом на којој се захваљују Русима пред почетак протеста
- Долазак људи на протест

### Нереди
Док је главни део окупљених наставио ка Храму Светог Саве, где је требало да се одржи молебан, једна група опозиционих демонстраната се одвојила од главне групе и кренула даље низ улицу Кнеза Милоша у део града где су смештене амбасаде САД, Немачке и Хрватске.. Изазвали су пожар у ком су изгорела два спрата америчке амбасаде у Београду. У амбасади је касније пронађено једно угљенисано тело, за кога је касније утврђено да је студент из Новог Сада.  Инциденти су се такође десили испред амбасада Турске, Хрватске и Уједињеног Краљевства. Митинг се претворио у рушилачке нереде чији је биланс један мртав, 200 повређених од којих 35 полицајаца, 192 ухапшених, спаљене и демолиране амбасаде неких држава које су признале Косово, као и опљачкан и демолиран велики број продавница, банака, објеката Макдоналдса, поломљени излози и семафори. Укупна штета само на градској имовини се процењује на 8 милиона динара(око 100.000 евра).
Аматерски снимак пљачке београдских радњи под именом „Косово за патике“ су на сајту YouTube видели преко 1,2 милиона корисника интернета. Снимак је изазвао велике и огорчене реакције јавности у Србији.
Након пар месеци покренуто је неколико судских поступака због тих нереда. Покренути су поступци за нарушавање угледа стране државе (за скидање металног грба са амбасаде САД и паљење хрватске заставе), као и за кривично дело тешке крађе.

## Галерија
- Америчка амбасада, дан после.
- Кнеза Милоша 64, кућа поред хрватске амбасаде.
- Кућица испред хрватске амбасаде.
- Кућица испред британске амбасаде.
- Спаљени Макдоналдс на Славији и спаљени ауто испред њега.
- Поломљена стакла на згради у којој се налазе просторије републичког завода социјалног и пензионог осигурања.
- Радња у којој је снимљен део документарног филма „Косово за патике“